# (16224) 2000 DU69
A (16224) 2000 DU69 a Naprendszer kisbolygóövében található aszteroida. A LINEAR projekt keretében fedezték fel 2000. február 29-én.